# Јасмина Давидовић
Јасмина Давидовић је актуелни Министар породице, омладине и спорта Републике Српске. Изабрана је на ту функцију 18. децембра 2014. као члан друге владе Жељке Цвијановић.

## Биографија
У Подлуговима је завршила основну школу. Гимназију је завршила у Илијашу, а Медицински факултет, као и специјализацију из гинекологије и акушерства у Сарајеву.
Запослена је као љекар, једно вријеме и као гинеколог, од 1980. године у Фочи,